# Голутвинская слобода
Голу́твинская слобода́ (Голу́твина слобода́) — название исторической местности в Замоскворечье, приблизительно соответствующей территории между началом улицы Большая Полянка, улицей Большая Якиманка и Якиманской набережной до бывшего Земского переулка. В настоящее время название слободы сохранилось в названии церкви Николая Чудотворца в Голутвине, трёх из существовавших четырёх Голутвинских переулков (1-й, 3-й, 4-й), а также комплекса зданий Голутвинской мануфактуры, ныне перестроенных в офисные центры.

## История
Голутвино относилось к числу древнейших слобод Заречья наряду с Кадашами, Овчинниками, Ордынцами, Кузнецами, Конюхами и др. Само слово «голутва» означало вырубку или лесосеку.
Местность получила название по существовавшему здесь с 1472 года подворья Голутвина монастыря близ Коломны. В 1504 году здесь упоминается «монастырь Рождества Богородицы на Голутвине в Колычёвой слободе».
Слобода была тягловой. В середине XVII в. в ней числилось 77 дворов: жители занимались заготовкой и продажей леса, дров и сена, обслуживанием речных пристаней.

## Территория
Историк Москвы О. Р. Шмидт выделяет пять современных кварталов, которые соответствуют территории бывшей Голутвинской слободе:
- квартал, ограниченный улицами Большая Полянка (начало), Якиманский проезд, Малая Полянка (начало) и отрезком Якиманской набережной. Здесь на территории нынешнего дома 4 по Большой Полянке находился храм Космы и Дамиана Асийских.[6]
- квартал, ограниченный началом улиц Малая Якиманка и Большая Якиманка. На изгибе Якиманки, слева по пути из центра, стояла церковь Благовещения, по приделу которой (Иоакима и Анны) и получила название улица Якиманка.[7]
- квартал между улицами Большая Якиманка, 1-м и 3-м Голутвинскими переулками и Якиманской набережной. Значительную часть территории занимает комплекс краснокирпичных зданий бывшей ткацкой фабрики, основанной Михаилом Рябушинским (Голутвинская мануфактура).[8]
- квартал, ограниченный улицами Большая Якиманка, 1-м и 3-м Голутвинскими переулками.[9]
- квартал между Большой Якиманкой и 1-м Голутвинским переулком, занимаемый зданием Президент-Отеля, построенного в 1982—83 году (изначально гостиница «Октябрьская»).[10][11]

На части бывшей слободы теперь находится парк Музеон. Также к слободе исторически относится примыкающий к парку участок, на котором стоит Церковь Николая Чудотворца в Голутвине и дом, в котором родились братья Павел и Сергей Третьяковы.
Главной внутрислободской улицей была Большая Голутвинская, которая ответвлялась от Якиманки и шла почти параллельно ей. К XIX в. улица распалась на два отрезка: Большой Голутвинский переулок, который заворачивал и спускался вниз к реке (ныне это 1-й Голутвинский переулок) и Старый Огородный переулок (ныне Мароновский переулок).
Не сохранившиеся 2-й Голутвинский и Земский переулки шли параллельно от Большой Якиманки к набережной: 2-й Голутвинский на территории Президент-Отеля (выходил к колокольне храма Николая Чудотворца), начало Земского соответствует проезду между Президент-Отелем и магазином «Гименей».
К югу от Голутвинской слободы в XV—XVIII веках находились Старая Панская слобода, где жили выходцы из Польши, а также местность под названием Бабий городок. В непосредственной близости от Голутвино находились также сёла Хвостовское (в районе Полянского рынка) и Колычёво.

## Современность
С начала 1990-х годов на территории бывшей мануфактуры происходит комплексная реконструкция, которую проводила АО «Нафтам», а затем ОАО «Голутвинская слобода». В рамках проекта осуществлена реконструкция Храма Святителя Николая в Голутвине, реконструкция офисного здания по 3-му Голутвинскому переулку, строительство офисного центра «Голутвинский двор», реконструкция зданий фабрики под офисные центры «Старый двор» и «Новый двор», на базе фабричных общежитий предполагается создание двух апарт-отелей.
Одна из сохранившихся до сих пор старых построек на территории бывшей слободы (1-й Голутвинский переулок, 10/8), усадьба Рябушинских, — двухэтажный каменный жилой дом с мезонином, построенный в первые годы XIX века, в котором в разные годы проживали купец Гиряков, артист Щепкин, купеческая жена Рябушинская. Рябушинские владели домом вплоть до 1917 года, при этом одно время его снимала семья Третьяковых, а в конце XIX века на первом этаже находились учреждения Человеколюбивого общества.

## Галерея

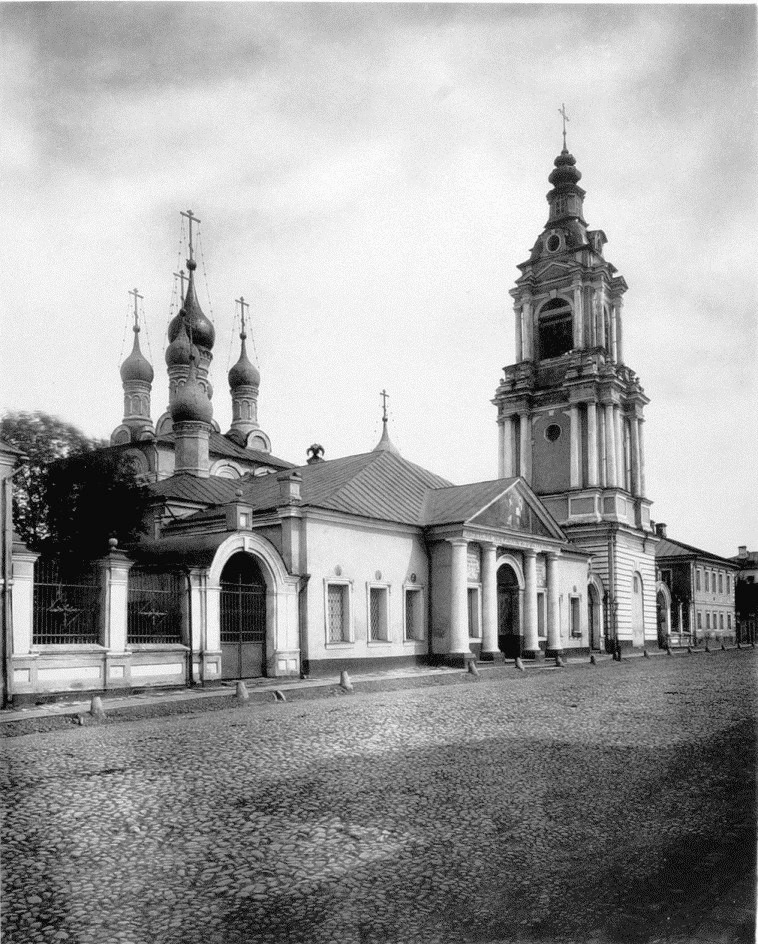
Церковь Иоакима и Анны на Якиманке (1882)
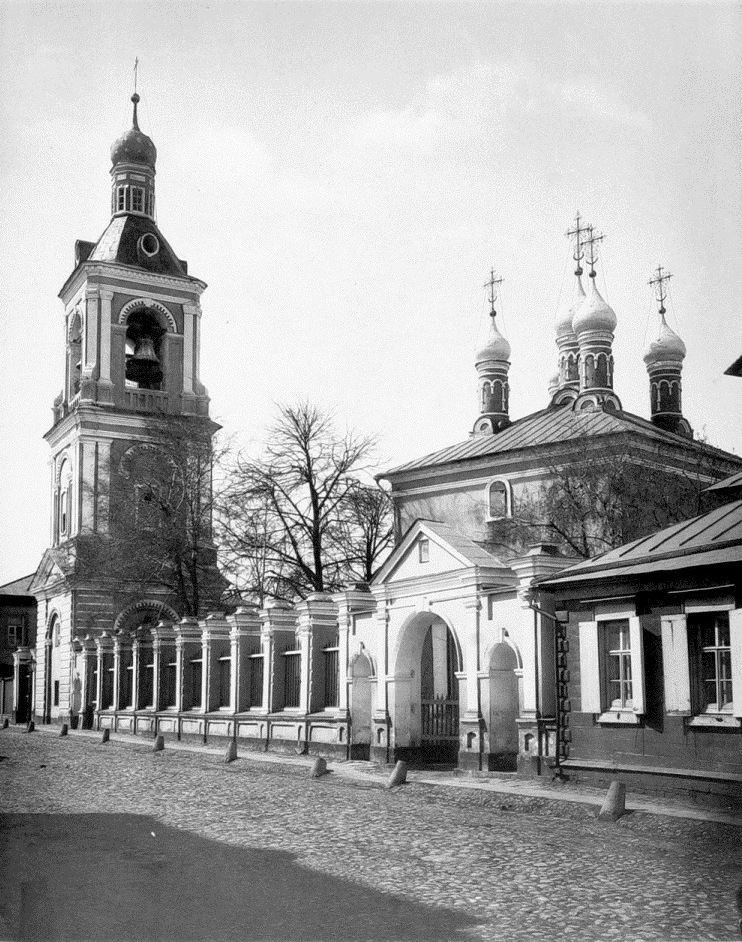
Церковь Святого Николая в Голутвине (1882)
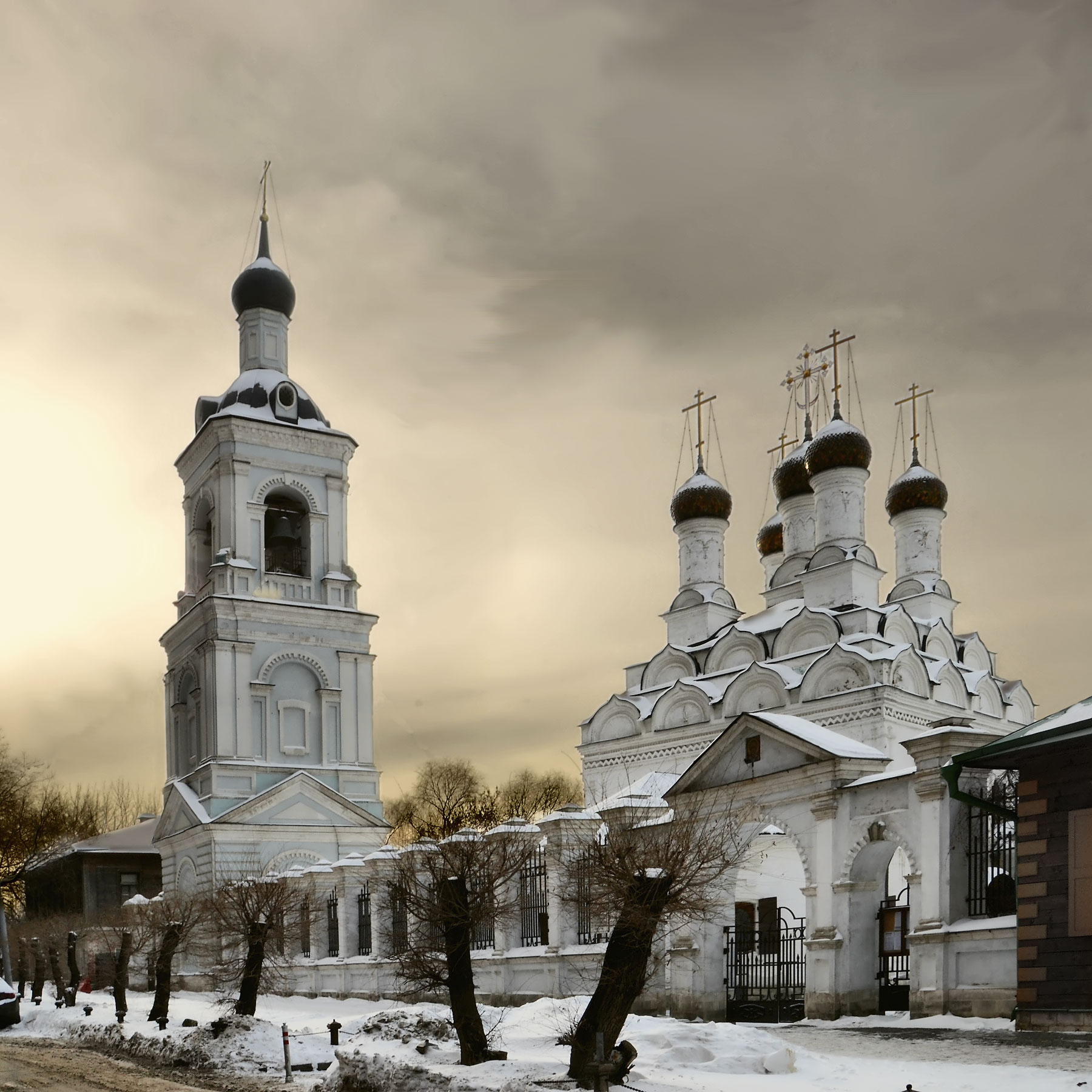
Церковь Святого Николая в Голутвине в наши дни (2012)
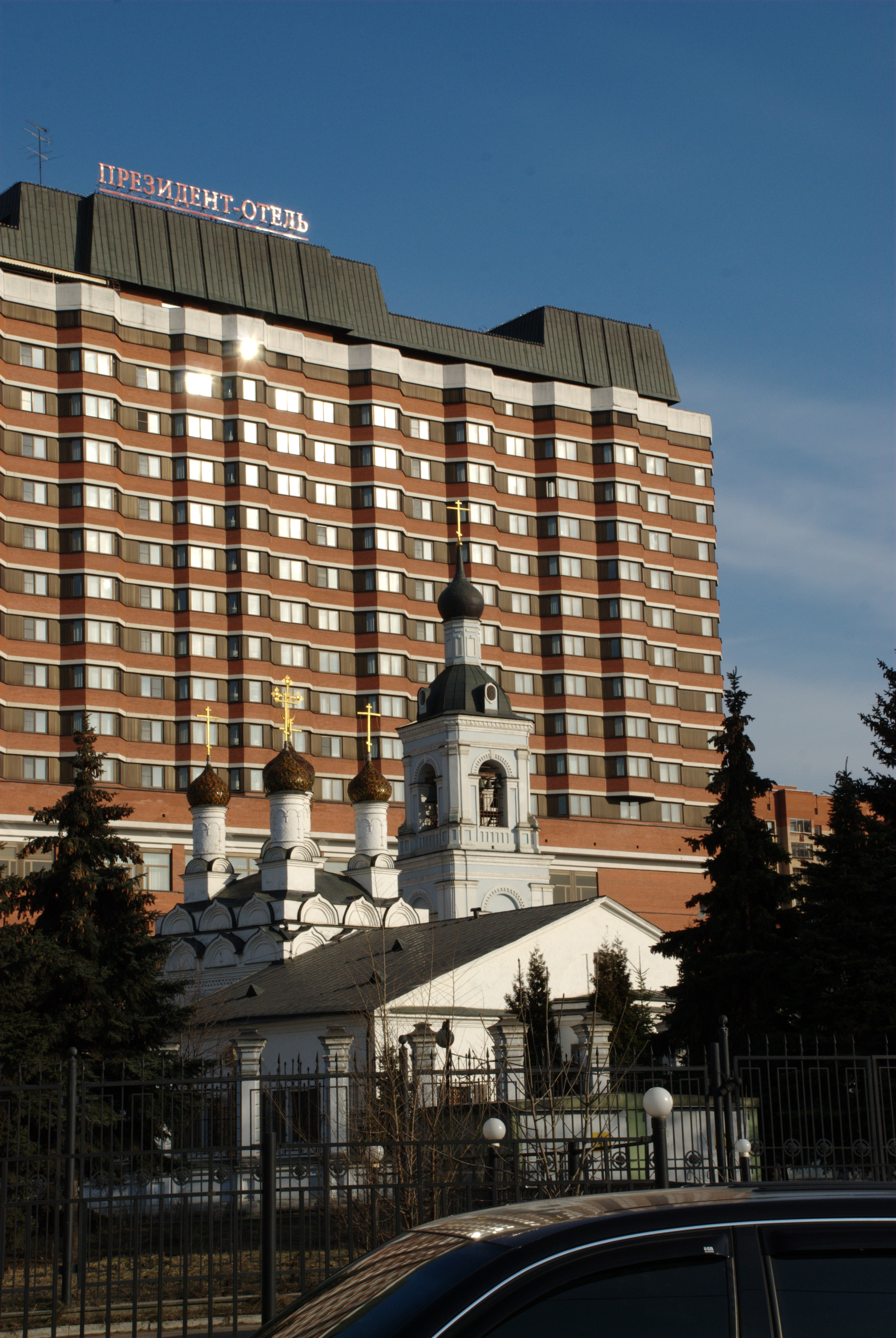
Церковь Святого Николая в Голутвине на фоне Президент-Отеля (2009)
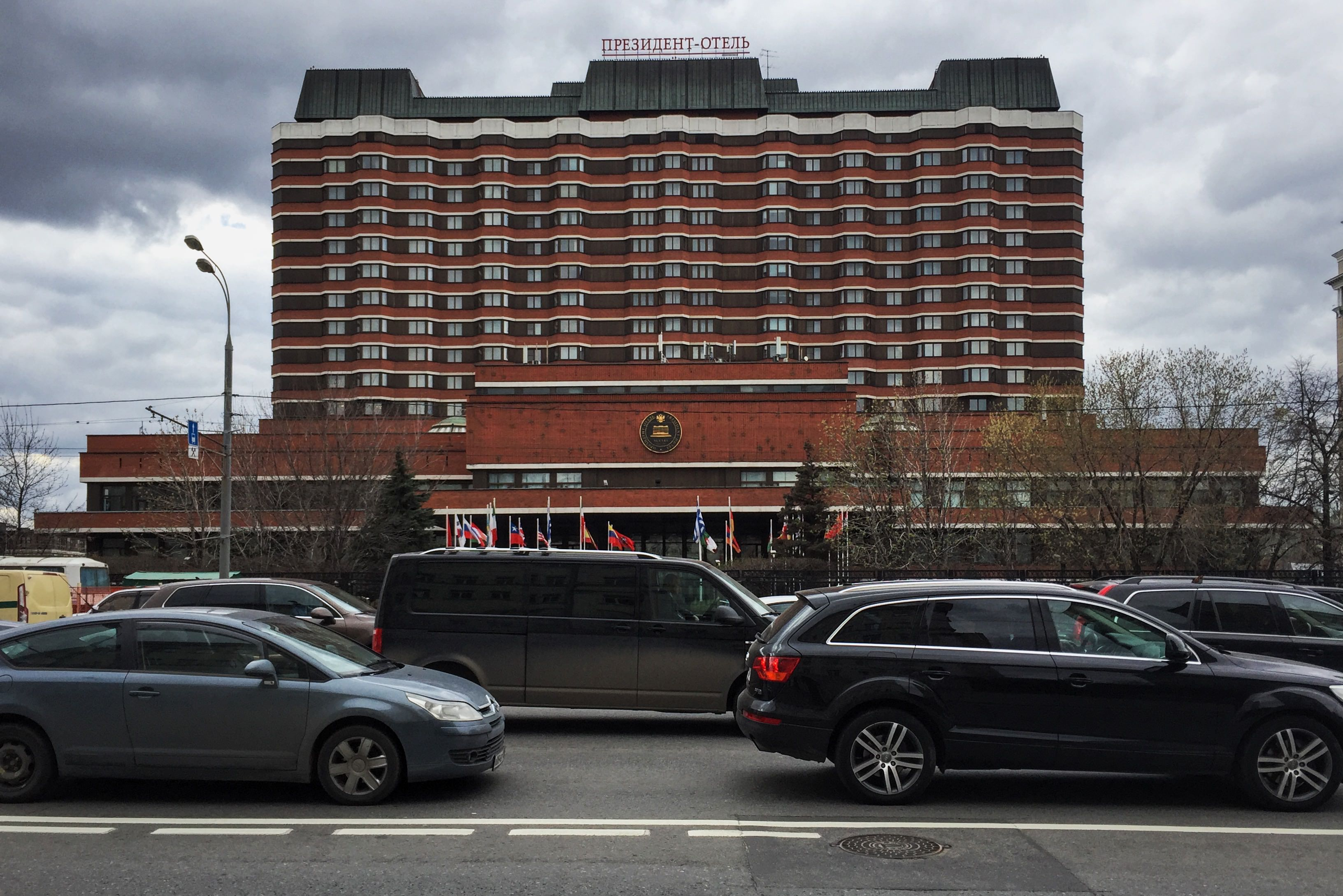
Вид на Президент-Отель с Большой Якиманки (2016)

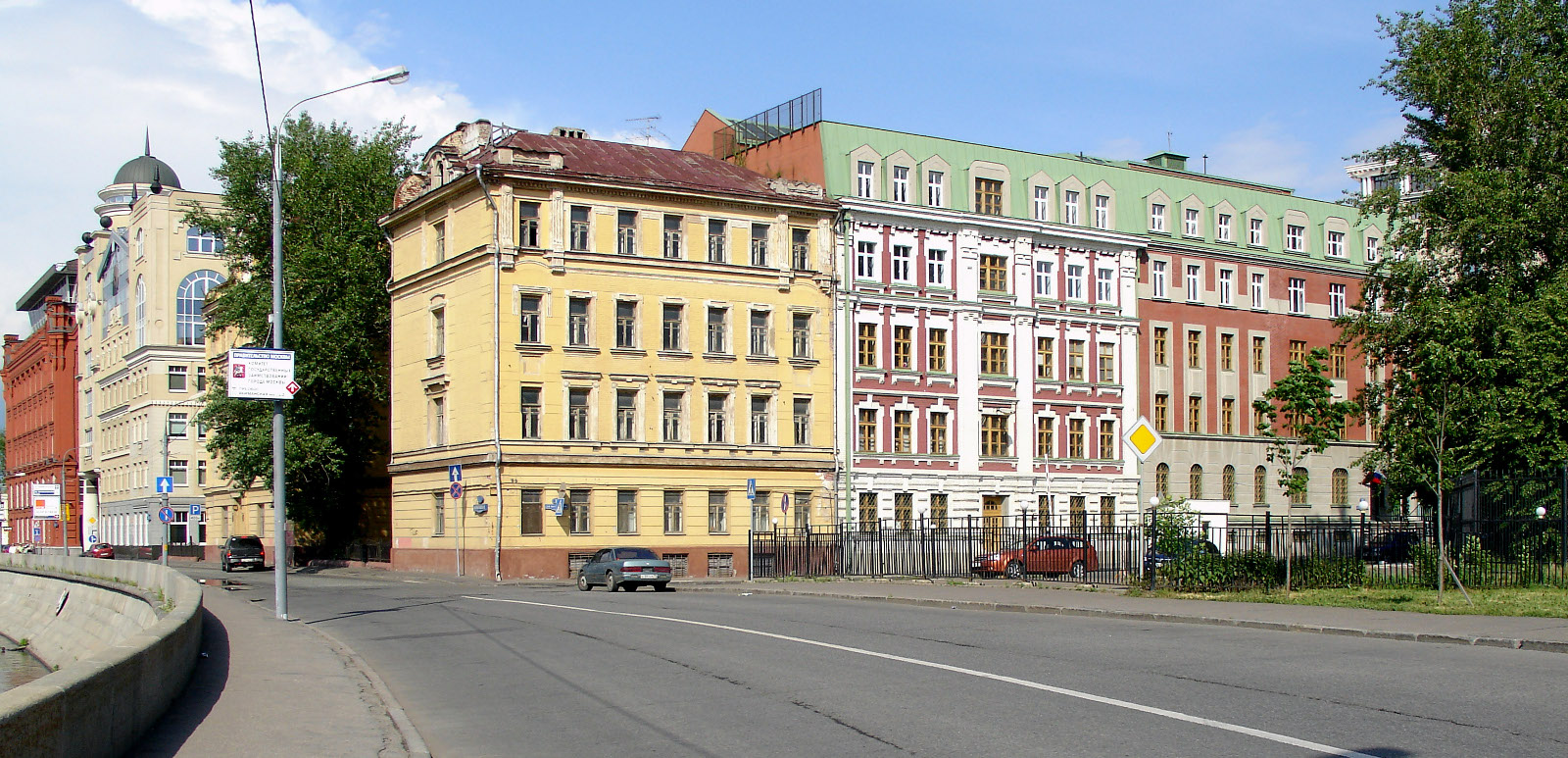
3-й Голутвинский переулок, вид от набережной (2007)
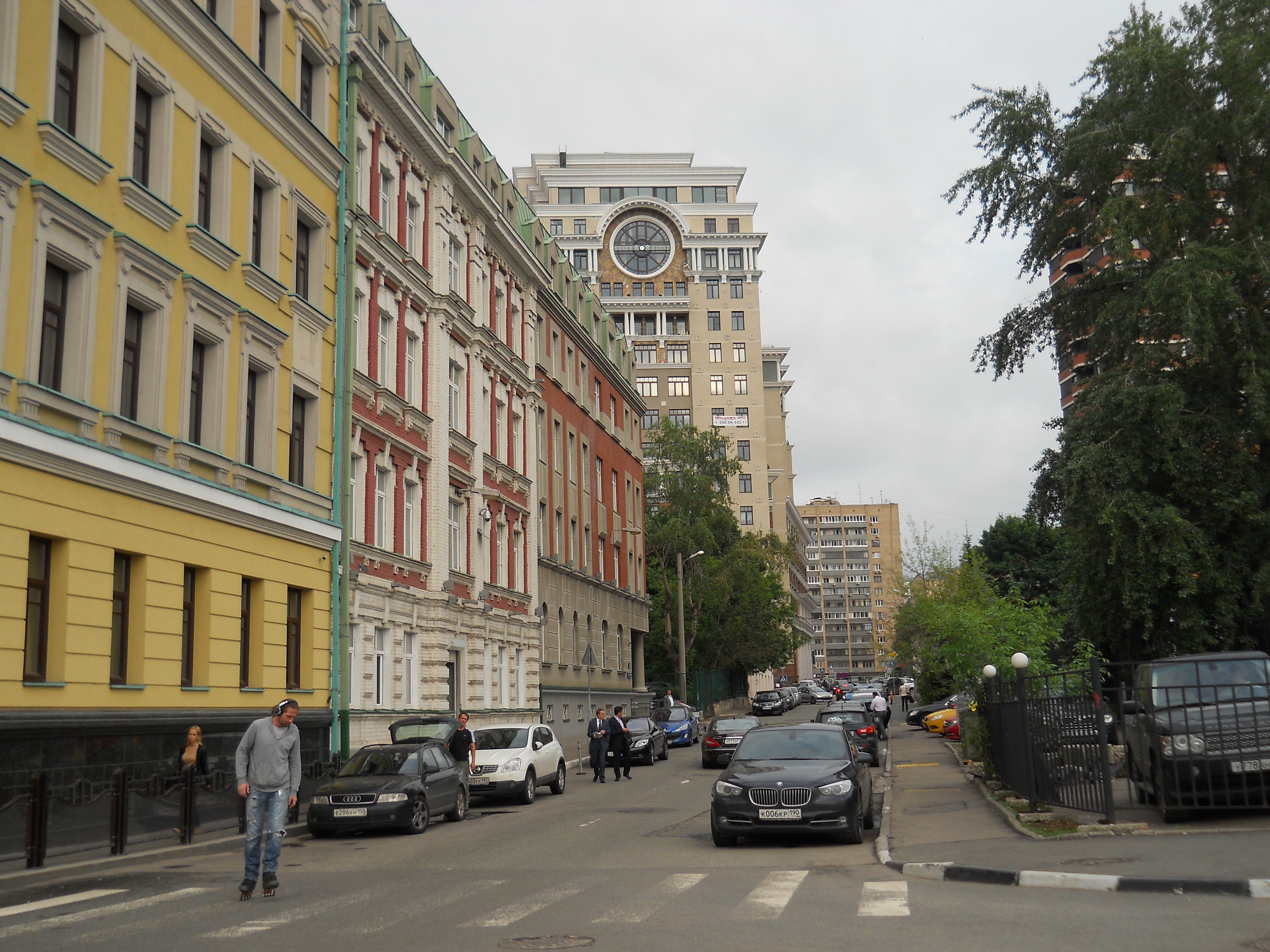
3-й Голутвинский переулок, вид в сторону Большой Якиманки (2013)
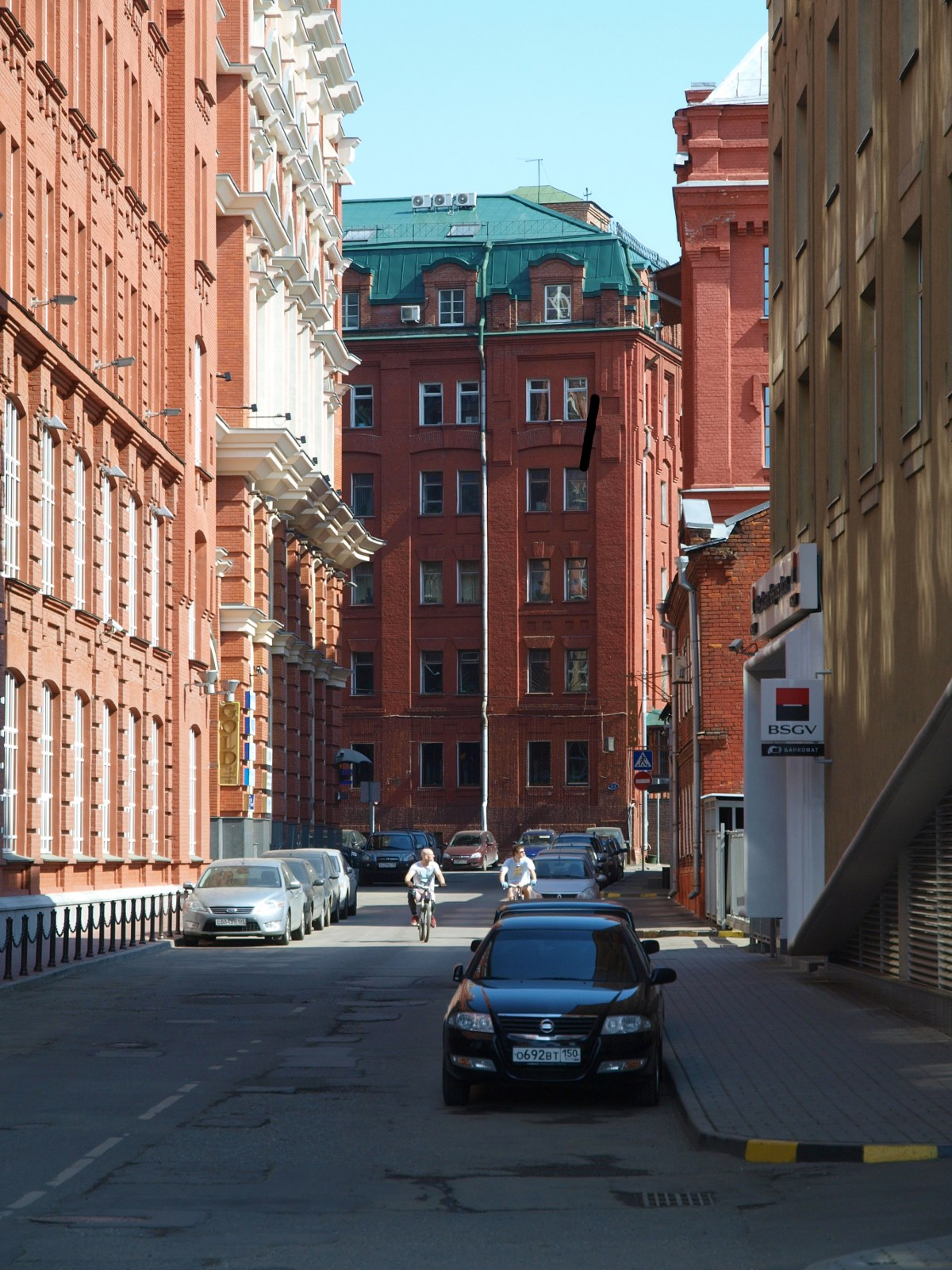
4-й Голутвинский переулок, вид от набережной (2010)
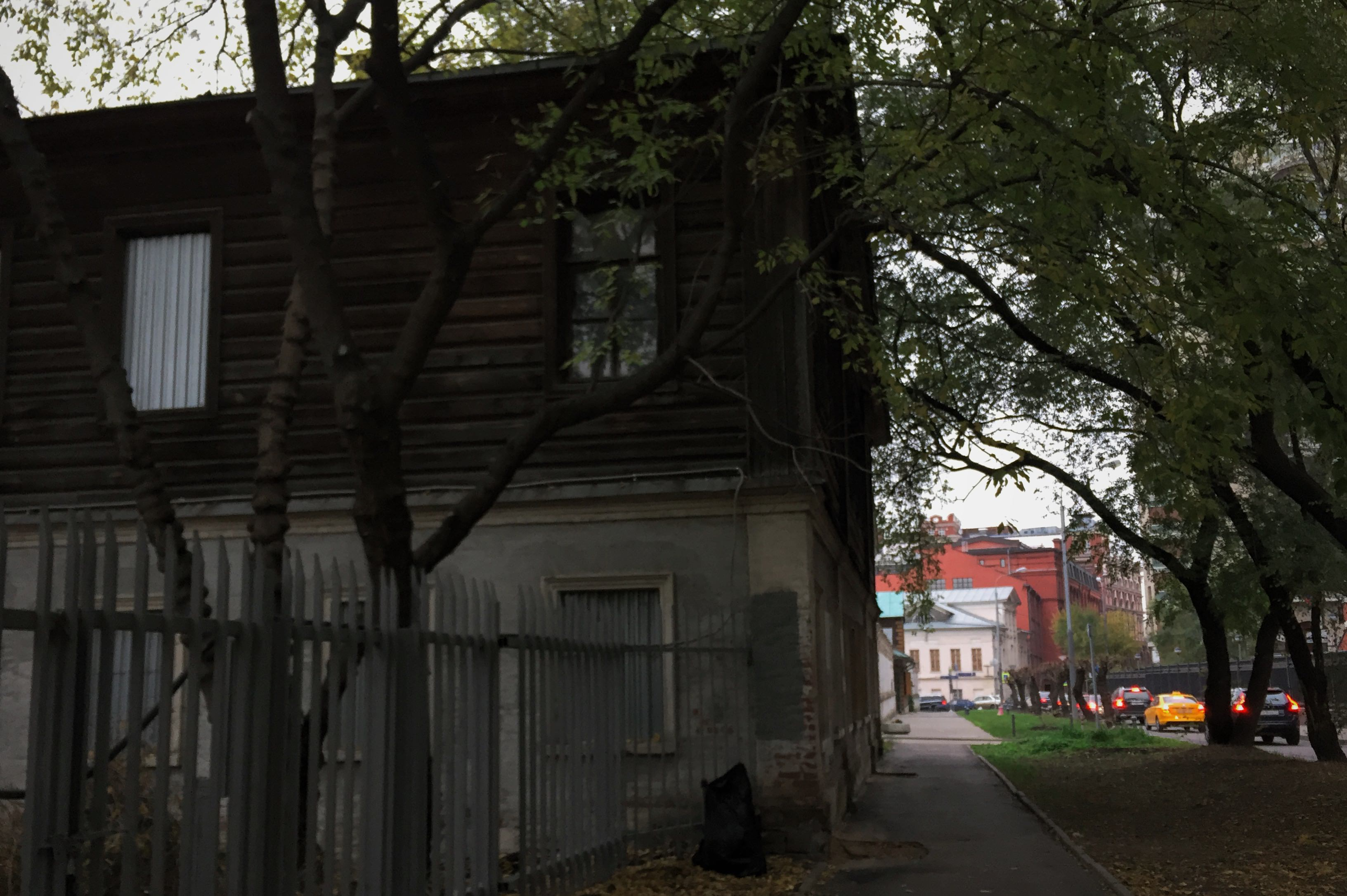
1-й Голутвинский переулок. Бывший дом семейства Третьяковых (2016)
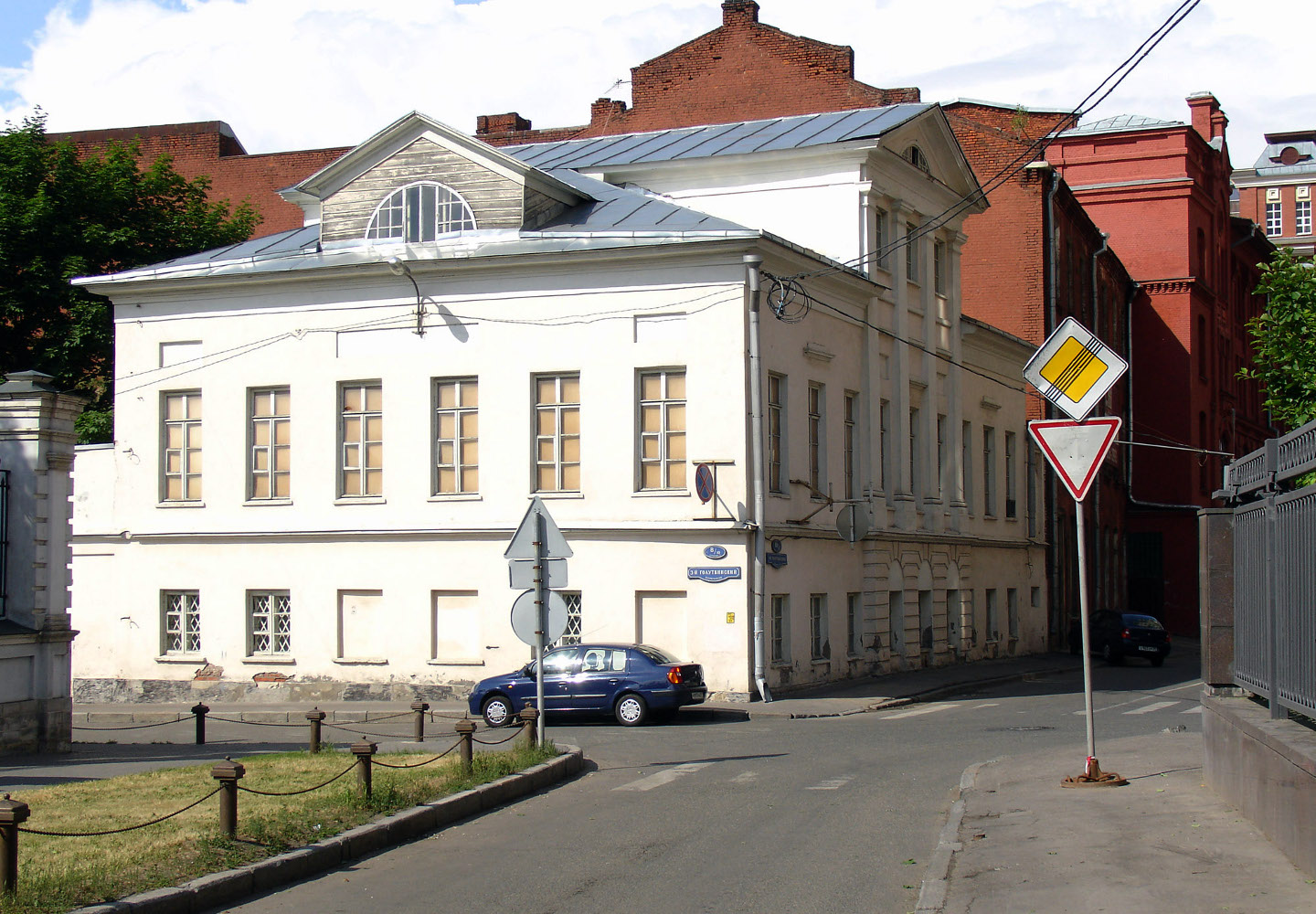
1-й Голутвинский переулок. Бывший дом Рябушинских (2009)

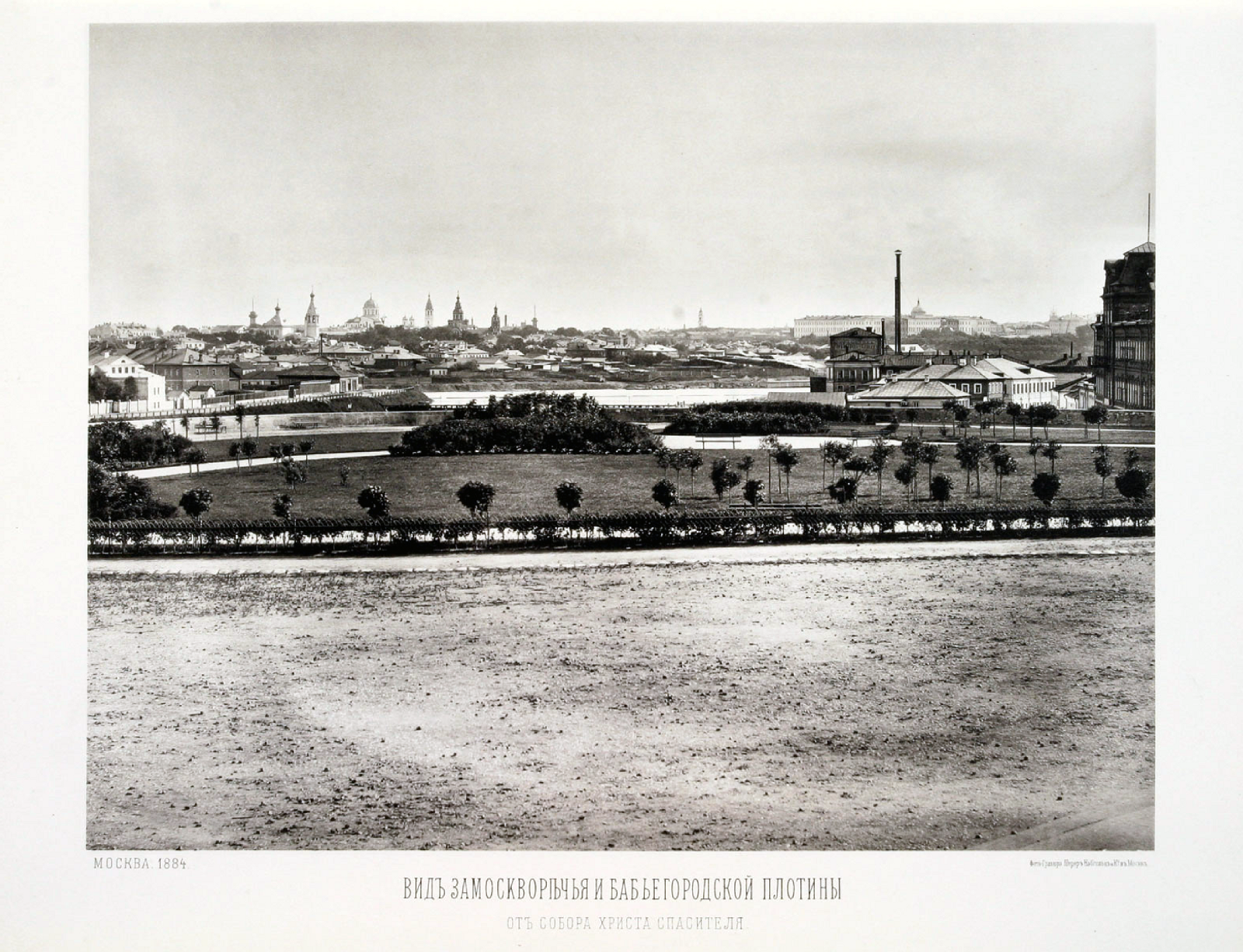
Вид на район Якиманки и Бабьегородской плотины от Храма Христа Спасителя (1884)
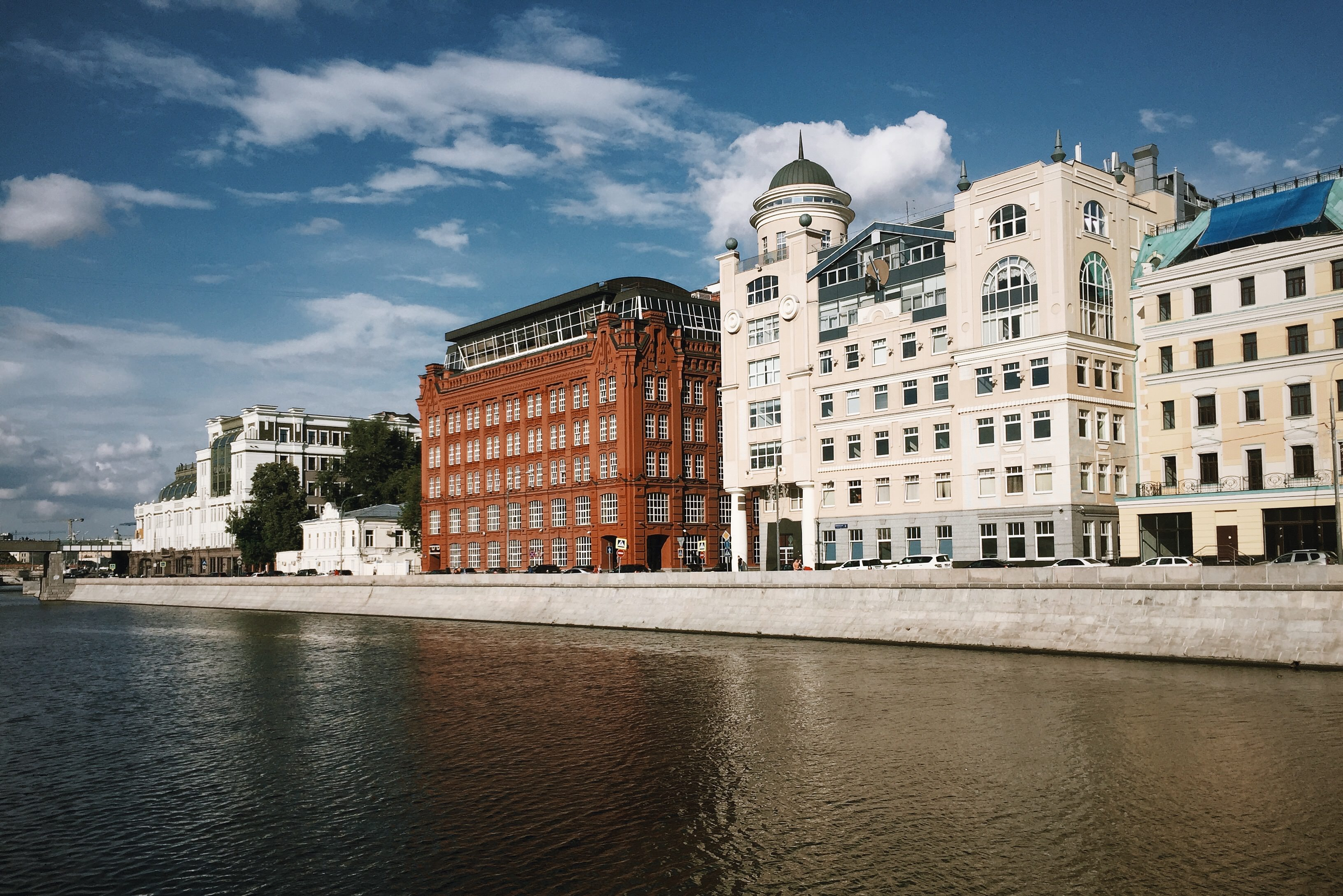
Якиманская набережная. Территория бывшей Голутвинской мануфактуры (2015)
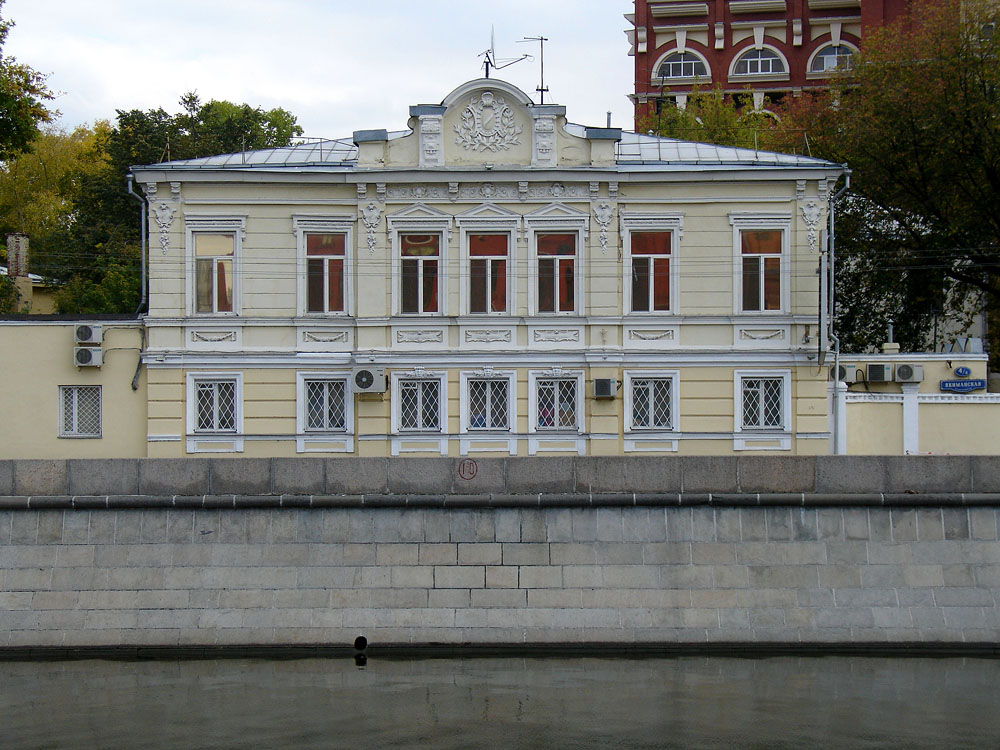
Бывший Дом директора фабрики на Якиманской набережной (2007)
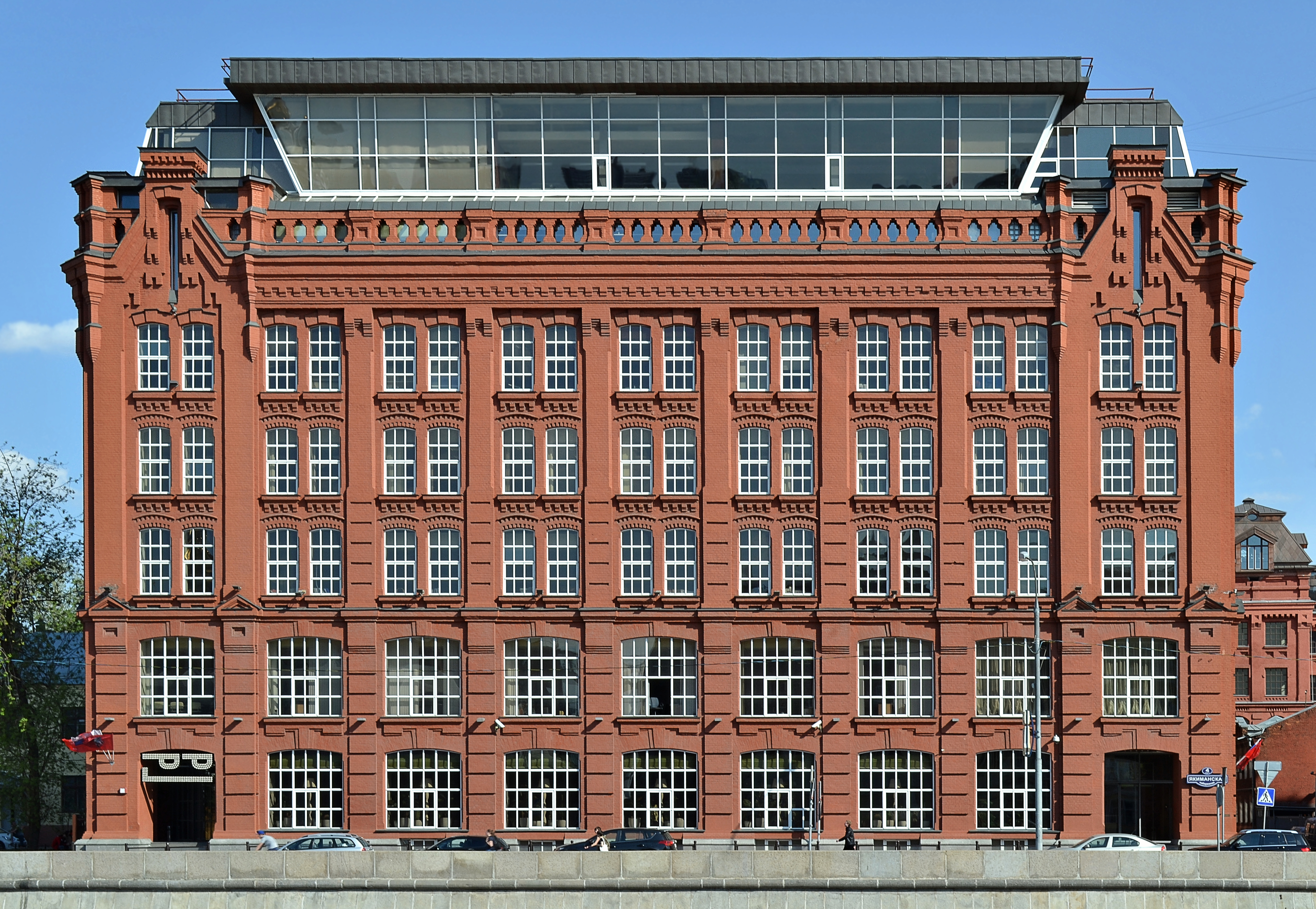
Здание офисного центра «Новый Двор» со стороны Водоотводного канала (2013)
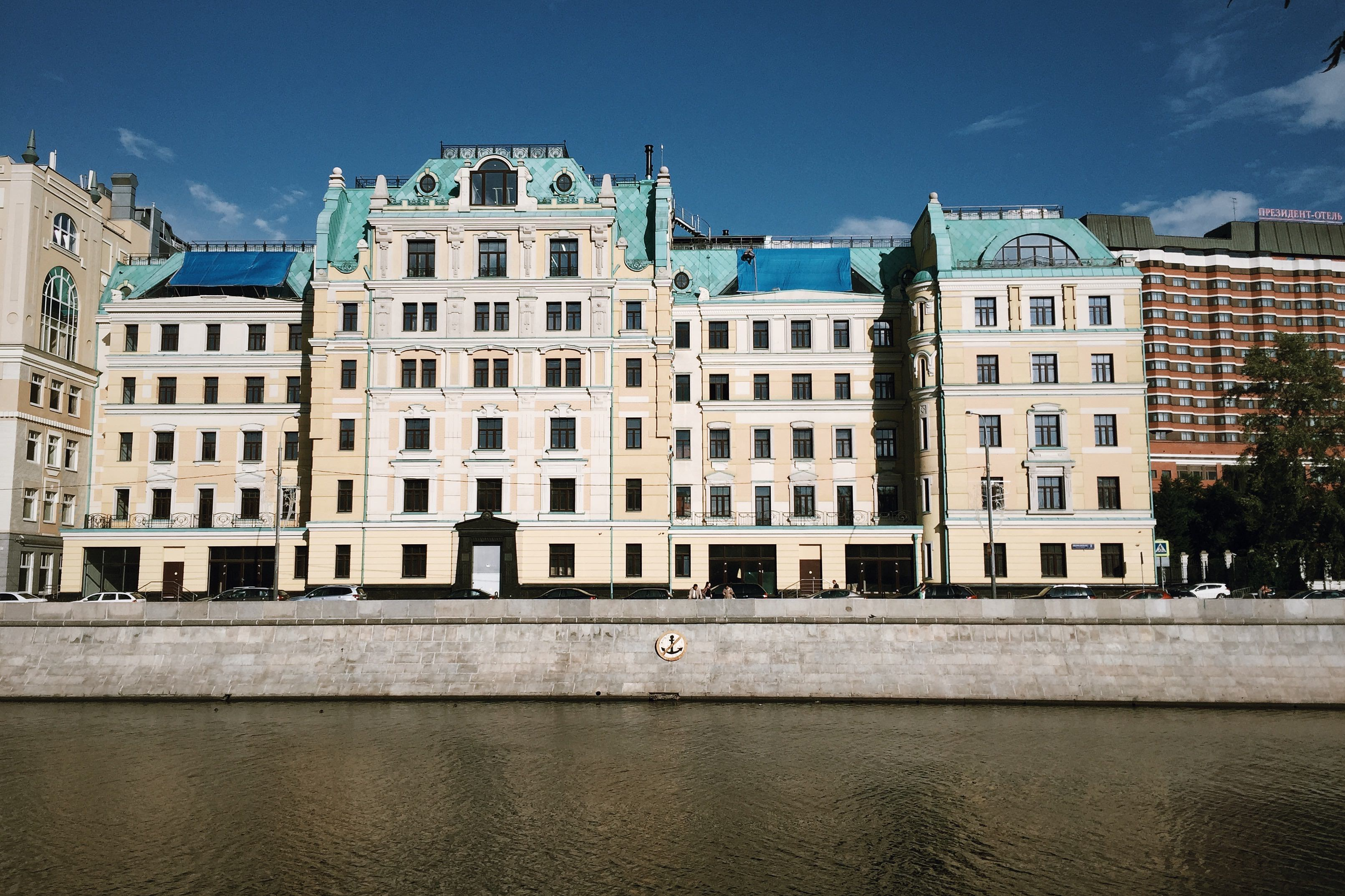
Жилой дом на углу Якиманской набережной и 3-го Голутвинского переулка (2015)